# Varanus ornatus
Il varano ornato (Varanus ornatus (Daudin, 1803)) è una specie della famiglia dei varani (Varanidae) originaria dell'Africa occidentale e centrale. Analisi molecolari complete del gruppo hanno dimostrato che gli animali precedentemente assegnati a "Varanus ornatus" non costituiscono un taxon valido e sono in realtà polimorfismi di due specie diverse; il varano del Nilo dell'Africa occidentale (Varanus stellatus) e il varano del Nilo (Varanus niloticus). Di conseguenza, Varanus ornatus è considerato un sinonimo di Varanus niloticus e "varano ornato" è un termine informale per le forme che vivono nelle zone boschive di entrambe le specie (V. niloticus o V. stellatus). Fino al 1997, il varano ornato era considerato una sottospecie del varano del Nilo. Successivamente è stata descritta come una specie separata sulla base di un numero ridotto di file di macchie a ocelli lungo il corpo, una lingua di colore chiaro e una corporatura più massiccia. Uno studio più recente basato su un esemplare di grandi dimensioni che utilizza sequenze di DNA mitocondriale e nucleare indica che il Varanus ornatus non è una specie valida e che gli animali con aspetto diagnostico appartengono a due specie sorella del varano del Nilo. Gli animali descritti come varani ornati sono nativi delle foreste chiuse a baldacchino dell'Africa occidentale e centrale.

## Descrizione

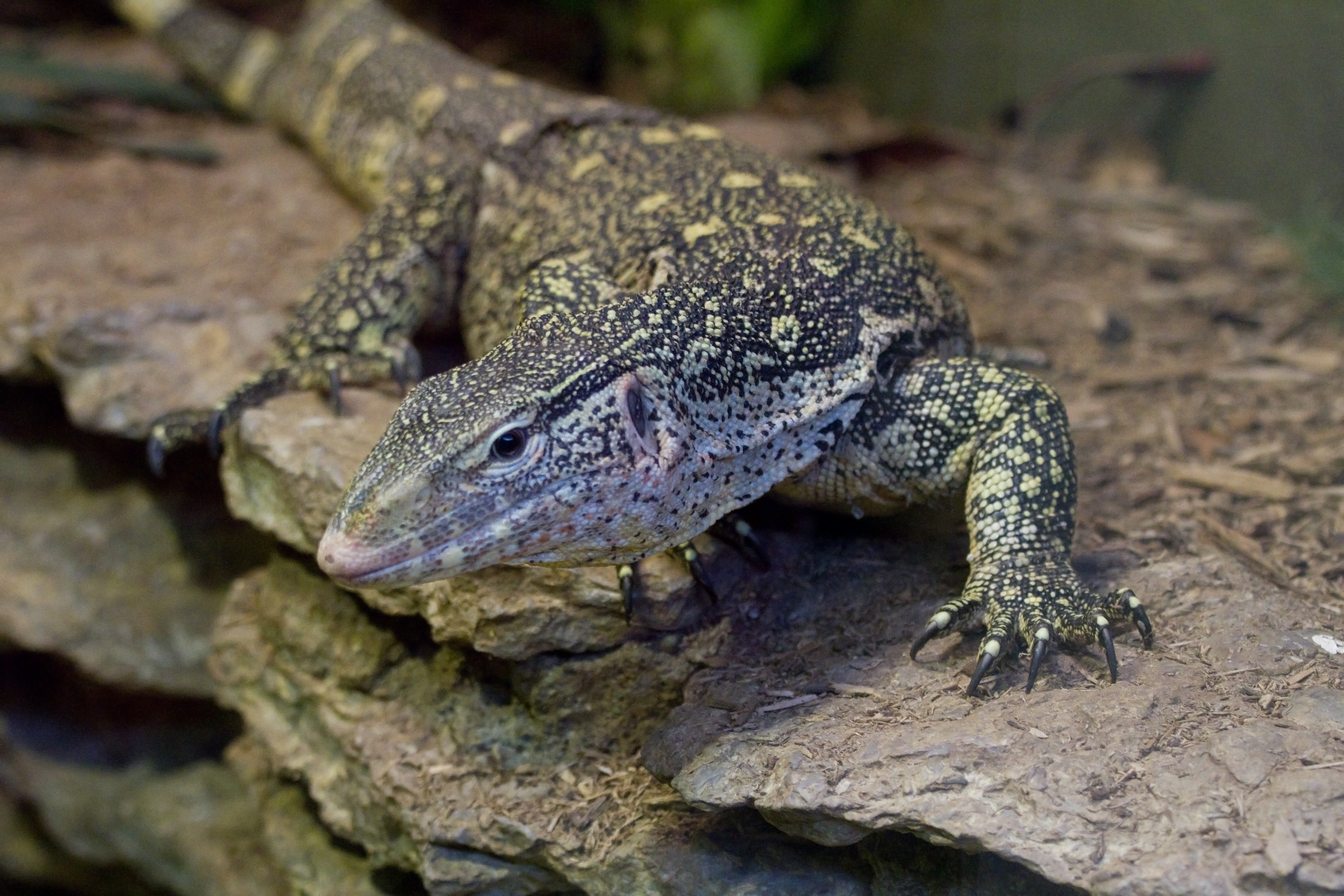
Dettaglio della testa e degli artigli

La parte posteriore del corpo dell'animale è scura, dal verde oliva al nero, con fasce incrociate di ocelli di colore giallo o crema, con più fasce aggiuntive sulla coda. Il lato ventrale è giallastro con fasce grigie. Il numero di bande a ocelli sul corpo, quattro o cinque, avrebbe dovuto aiutare a distinguere V. ornatus da V. niloticus, che ne ha da sei a nove. I motivi sulla pelle dell'animale si attenuano quando l'animale matura.
I varani ornati sono piuttosto grandi e possono crescere fino a 2 metri di lunghezza.